# Mamédy Doucara
Mamedy Doucara (né le 28 juillet 1981 à Paris) est un sportif français, champion du monde de taekwondo en 2001.
Il a fait ses débuts à sept ans dans le club de son père Thieman Doucara. Il a combattu dans la catégorie des -80 kg et s'est entraîné à l'INSEP et au sein de son club ASC Champigny. Champion du monde en 2001, Mamedy a pris sa retraite sportive en avril 2016.
Parallèlement à sa carrière de sportif de haut niveau, Mamedy Doucara exerce la profession de photographe professionnel.
Dans le cadre de sa seconde vie, il est l'auteur du projet Chercheurs d'or dans lequel il a photographié plus de 130 sportifs de haut niveau français dans la peau de chercheur d'or. Après de nombreuses expositions à Londres, Paris, etc., Mamedy Doucara a concrétisé ce beau projet dans un livre Chercheurs d'or sorti mi-novembre 2014 aux éditions CDP.

## Palmarès
- Championnats du monde 2001 (Jeju, Corée) : vainqueur
- Coupe du monde 2000 (Lyon) : 3e
- 3e aux Championnats d'Europe 2014 (Bakou) Azerbaïdjan
- 3e aux Championnats d'Europe 2010 (St Petersbourg) Russie
- 3e aux Championnats d'Europe 2008 (Rome) Italie
- Championnat d'Europe par équipe 2004 (Grenoble) : vice-champion
- Championnat de France : vainqueur en 2000, 2001, 2002, 2003 , 2005 , 2007, 2008 , 2009 , 2010, 2011,2014
- Coupe de France: vainqueur en 1999, 2003 et 2011

## Expositions
- Reflets - Exposition permanente - INSEP Paris
- Chercheurs d'Or - Au Club France à Londres  – du 27 juillet au 12 août 2012
- Chercheurs d'Or - Studio Photo de Madeforcom  – à partir du 20 septembre 2012